# Asterope (stjärna)
Asterope eller 21 Tauri, som är stjärnans Flamsteed-beteckning, är en dubbelstjärna i den öppna stjärnhopen Plejaderna (M45) i den östra delen av stjärnbilden  Oxen. Dubbelstjärnan består av Flamsteed-objekten 21 Tauri och 22 Tauri. Numera anger Internationella astronomiska unionen (IAU ) endast 21 Tauri som Asterope. Den har en skenbar magnitud på ca 5,76 och är svagt synlig för blotta ögat där ljusföroreningar ej förekommer, även om någon som tittar på objektet i stället kommer att se paret som en enda långsträckt form av magnitud 5,6. Baserat på parallax enligt Gaia Data Release 2 på ca 7,57 mas, beräknas den befinna sig på ett avstånd på ca 431 ljusår (ca 132 parsek) från solen. Den rör sig bort från solen med en heliocentrisk radialhastighet av ca 6 km/s.

## Nomenklatur
Asterope var en av Pleiades-systrarna i grekisk mytologi. År 2016 organiserade International Astronomical Union en arbetsgrupp för stjärnnamn (WGSN) med uppgift att katalogisera och standardisera egna namn på stjärnor. WGSN beslutade att tillskriva egna namn till enskilda stjärnor snarare än hela stjärnsystem och fastställde namnet Asterope för 21 Tauri i augusti 2016 vilket nu ingår i listan över IAU-godkända stjärnnamn. Stjärnorna anges ibland som Sterope I och Sterope II. 22 Tauri anges ibland också som Asterope II.

## Egenskaper

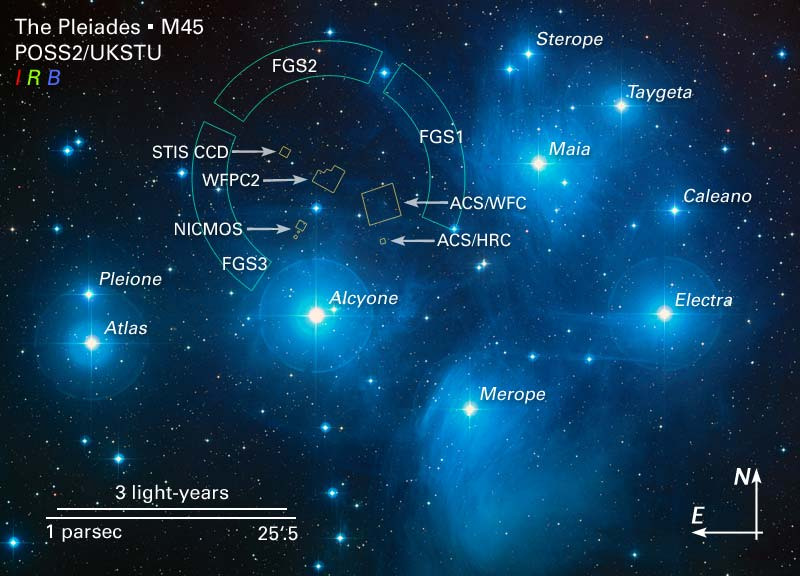
Asteropes placering i Plejaderna. I denna skiss angiven med sitt alternativa namn, Sterope.

Primärstjärnan 21 Tauri är en blå till vit stjärna i huvudserien av spektralklass B8 V, Den har en massa som är ca 3 solmassor, en radie som är ca 2,5 solradier och utsänder ca 100 gånger mera energi än solen från dess fotosfär vid en effektiv temperatur på ca 11 000 K. Stjärnan visar ett överskott av infraröd strålning, men detta beror på reflektionsnebulosan snarare än en omgivande stoftskiva.